# NGC 608
NGC 608 (również PGC 5913 lub UGC 1135) – galaktyka spiralna (Sab), znajdująca się w gwiazdozbiorze Trójkąta. Odkrył ją John Herschel 22 listopada 1827 roku.